# День государственного языка Республики Таджикистан
День государственного языка Республики Таджикистан — национальный праздник Таджикистана (тадж. Рӯзи забони давлатии Ҷумҳурии Тоҷикистон).

## Предыстория
В Таджикистане в конце второй половины 80-х гг. XX века как и во многих национальных республиках Советского Союза начали активные действия национально-демократические силы. На волне политики гласности главным вопросом был вопрос «О  государственном языке  Таджикской ССР». Национально-демократические силы (интеллигенция, духовенство, студенческая молодежь) настоятельно требовали придать таджикскому языку статус государственного языка в  Таджикской ССР, где таджики являются титульной нацией и составляют большинство населения. Выступления в СМИ, обращения граждан, резолюции собраний и митинги населения вынудили Верховный Совет Таджикской ССР принять Закон Республики Таджикистан от 22 июля 1989 года «О языке» (Ведомости Верховного Совета Республики Таджикистан, 1989 г., № 15, ст. 102).

## Принятие закона
22 июля был объявлен в республике «Днём государственного языка». Названный день отмечался в государственных учреждениях в 1990—2009 гг., пока в данный Закон не были внесены изменения парламентом Республики Таджикистан. Президент РТ Эмомали Рахмон в своем выступлении по случаю праздника отметил: «В связи с тем, что 22 июля приходится на период летних каникул в школах и учебных заведениях страны, период отпусков работников организаций и учреждений, активное участие всех слоев общества в праздновании этой даты, становилось невозможным.
5 октября 2009 года, после принятия закона „О государственном языке Республики Таджикистан“, эта дата была объявлена в стране Днём Государственного языка».
Президент РТ подписал Закон Республики Таджикистан от 5 октября 2009 года (№ 553)а «О государственном языке Республики Таджикистан» (Ахбори Маджлиси Оли Республики Таджикистан, 2009 год, № 9-10, ст.546).
Настоящий Закон регулирует применение государственного языка и других языков в деятельности органов государственной власти, органов самоуправления поселков и сел, а также юридических лиц, независимо от организационно-правовых форм, дехканских (фермерских) хозяйств и индивидуальных предпринимателей.

## Основные положения
В Статья 3 Закона Республики Таджикистан от 5 октября 2009 года «О государственном языке Республики Таджикистан» отмечается:
1. Государственным языком Республики Таджикистан является таджикский язык.
2. Каждый гражданин Республики Таджикистан обязан знать государственный язык.
3. Республика Таджикистан обеспечивает применение, защиту и развитие государственного языка.
4. Органы государственной власти, органы самоуправления поселков и сел, а также юридические лица, независимо от организационно-правовых форм, обязаны создавать благоприятные условия для изучения государственного языка и совершенствования его знания работниками.
5. Государственный язык применяется во всех сферах политической, социальной, экономической, научной и культурной жизни Республики Таджикистан.
6. При применении государственного языка обязательно соблюдение положений правил орфографии литературного языка.
Сегодня в Республике Таджикистан действует один официальный государственный язык, — подчеркнул Президент РТ Эмомали Рахмон в своем выступлении по случаю праздника,- и каждый гражданин должен его знать. Это считается обычным и естественным явлением во всём мире.
Согласно Закону Республики Таджикистан «О праздничных днях» 5 октября объявлен в Республике Таджикистан «Днем государственного языка Республики Таджикистан».